# كريستيان فريد
كريستيان فريد (بالإنجليزية: Kristian Freed)‏ هو لاعب دوري الرغبي أسترالي، ولد في 4 يوليو 1987 في الولايات المتحدة.